# Sturisomatichthys
Sturisomatichthys is een geslacht van straalvinnige vissen uit de familie van de harnasmeervallen (Loricariidae).

## Soorten
- Sturisomatichthys caquetae (Fowler, 1945)
- Sturisomatichthys citurensis (Meek & Hildebrand, 1913)
- Sturisomatichthys leightoni (Regan, 1912)
- Sturisomatichthys tamanae (Regan, 1912)